# Anguilla nebulosa
Anguilla nebulosa är en fiskart som beskrevs av Mcclelland, 1844. Anguilla nebulosa ingår i släktet Anguilla och familjen egentliga ålar. IUCN kategoriserar arten globalt som livskraftig. Inga underarter finns listade i Catalogue of Life.